# Pedro Álvarez-Salamanca Ramírez
Pedro Pablo Álvarez-Salamanca Ramírez (Talca, 18 de febrero de 1976), es un empresario, político y exdiputado chileno, militante de la Unión Demócrata Independiente (UDI). Desde 2025 es el gobernador de la Región del Maule.

## Primeros años de vida
Es hijo de Pedro Pablo Álvarez-Salamanca Büchi, quien fuera diputado por el distrito 38 hasta su fallecimiento (2008) y de Luz María Ramírez Sepúlveda, quien también se desempeñó en el servicio público, como alcaldesa de la comuna de San Clemente (2000-2004). Es soltero y tiene dos hermanos.
Hizo sus estudios básicos y medios en el Colegio Inglés de Talca, donde egresó en 1994. Ingresó luego a la Facultad de Derecho de la Universidad Mariano Egaña de Santiago, de donde egresó, realizando luego su práctica profesional en la Corporación de Asistencia Judicial de Curepto. Además, se ha dedicado a la empresa agrícola como socio de la Agrícola La Florida, en el rubro vitivinícola.

## Carrera política
Se inició en política como jefe de gabinete de las campañas de su padre, en las elecciones 2001 y 2005. Militó en Renovación Nacional (RN) hasta el 2009, cuando renunció a la colectividad producto de la designación de Catalina Parot como candidata a diputada por el distrito 38, compitiendo con ella en las elecciones del mismo año, en un cupo de la Unión Demócrata Independiente (UDI).
Diputado por el Distrito 38, correspondiente a las comunas de Constitución, Curepto, Empedrado, Maule, Pelarco, Pencahue, Río Claro, San Clemente y San Rafael. En este período (2010-2014) integró la comisión permanente de Gobierno Interior, la de Recursos Naturales y la de Agricultura, Silvicultura y Desarrollo Rural. Reelecto por el Distrito 38 en las elecciones parlamentarias de 2013, integró las comisiones permanentes de Agricultura, Silvicultura y Desarrollo Rural Recursos Hídricos y Desertificación y Pesca, Acuicultura e Intereses Marítimos.
Posterior a la reforma al sistema binominal, durante las elecciones parlamentarias de 2017 es electo Diputado por el Distrito 17, correspondientes a las comunas de Constitución, Curepto, Curicó, Empedrado, Hualañé, Licantén, Maule, Molina, Pelarco, Pencahue, Rauco, Río Claro, Romeral, Sagrada Familia, San Clemente, San Rafael, Talca, Teno, Vichuquén, siendo la segunda mayoría en el distrito. De acuerdo a lo dispuesto en la Ley 21.238 se vio imposibilitado a postular por un cuarto periodo consecutivo.
El 29 de julio de 2024 inscribió su candidatura a Gobernador por la Región del Maule en representación del pacto Chile Vamos en un cupo de la Unión Demócrata Independiente (UDI), esto luego de infructíferas negociaciones con Juan Eduardo Prieto, candidato independiente.  Durante la primera vuelta resultaría con la segunda mayoría. Dado que ninguna de las dos primeras mayorías obtuvo más del 40% de las preferencias se llevó a cabo una segunda vuelta, donde terminiaría derrotando a la gobernadora incumbente, Cristina Bravo Castro (DC), transformándose en el primer gobernador electo hombre del Maule.

## Historial electoral

### Elecciones parlamentarias de 2009
- Elecciones parlamentarias de 2009 a Diputado por el distrito 38 (Constitución, Curepto, Empedrado, Maule, Pelarco, Pencahue, Rio Claro, San Clemente y San Rafael) [5]

### Elecciones parlamentarias de 2013
- Elecciones parlamentarias de 2013, para Diputado por  el Distrito 38 (Constitución, Curepto, Empedrado, Maule, Pelarco, Pencahue, Río Claro, San Clemente y San Rafael)[6]

### Elecciones parlamentarias de 2017
- Elecciones parlamentarias de 2017, a Diputado por el distrito 17 (Constitución, Curepto, Curicó, Empedrado, Hualañé, Licantén, Maule, Molina, Pelarco, Pencahue, Rauco, Río Claro, Romeral, Sagrada Familia, San Clemente, San Rafael, Talca, Teno y Vichuquén)[7]

### Elecciones regionales del Maule de 2024
- Elecciones regionales del Maule de 2024, a Gobernador por la Región del Maule[8]